# Hellested Kirke
Hellested Kirke ligger i Stevns Kommune på Sydsjælland.